# غرماب محمدرضاوندي (مقاطعة غيلانغرب)
غرماب محمدرضاوندي (بالفارسية: گرماب محمدرضاوندی) هي قرية تقع في كرمانشاه في إيران. يقدر عدد سكانها بـ 169 نسمة بحسب إحصاء 2016.